# Лесколовское сельское поселение
Ле́сколовское се́льское поселе́ние — муниципальное образование в составе Всеволожского района Ленинградской области. Административный центр — деревня Верхние Осельки.
Образовано 1 января 2006 года, включило в себя всю территорию бывшей Лесколовской волости.
Глава муниципального образования — Михеев Андрей Леонидович, глава администрации — Сазонов Александр Александрович.

## Географические данные
- Общая площадь: 16 381 га.
- 60 % площади занимают леса Токсовского и Морозовского военного парклесхозов — леса первой категории, 30 % — заболоченные леса. Земли, находящиеся в ведении поселения составляют 735 га, из них 225 га находятся в личном подсобном хозяйстве граждан и 205 га находятся под индивидуальным жилищным строительством жителей поселения[1].
- Нахождение: северная часть Всеволожского района.
  - Граничит:
    - на севере с Куйвозовским сельским поселением.
    - на востоке и юге с Токсовским городским поселением.
    - на западе с Агалатовским сельским поселением.

По территории поселения проходят автодороги:
- А121 «Сортавала» (Санкт-Петербург — Сортавала — автомобильная дорога Р-21 «Кола»)
- 41К-012 (Скотное — Приозерск)
- 41К-065 (Санкт-Петербург — Матокса)
- 41К-071 (Новое Токсово — Керро)
- 41К-304 (подъезд к ст. Пери)
- 41К-308 (подъезд к дер. Кискелово)
- 41К-321 (подъезд к дер. Хиттолово)
- 41К-336 (подъезд к птицефабрике «Невская»)
- Протяженность дорог:[1]
  - Регионального значения — 56,1 км
  - Поселенческих дорог — 22,4 км
  - Расстояние от административного центра поселения до районного центра — 50 км[4].
- По территории поселения проходит железная дорога Приозерского направления.

## История
В начале 1920-х годов в составе Куйвозовской волости Петроградского уезда Петроградской губернии был образован Лесколовский сельсовет.
В августе 1927 года Лесколовский сельсовет вошёл в состав Куйвозовского финского национального района Ленинградской области (позднее переименованного в Токсовский финский национальный район).
В ноябре 1928 года Лесколовскому сельсовету присоединён Осельковский сельсовет.
22 февраля 1939 года Токсовский финский национальный район был ликвидирован, Лесколовский сельсовет вошёл в состав Парголовского района.
3 апреля 1954 года Парголовский район был упразднён, Лесколовский сельсовет вошёл в состав Всеволожского района.
По данным 1973 года центр Лесколовского сельсовета был перенесен в деревню Верхние Осельки.
18 января 1994 года постановлением главы администрации Ленинградской области № 10 «Об изменениях административно-территориального устройства районов Ленинградской области» Лесколовский сельсовет, также как и все другие сельсоветы области, преобразован в Лесколовскую волость.
1 января 2006 года в соответствии с областным законом № 17-оз от 10 марта 2004 года образовано Лесколовское сельское поселение, в его состав вошла территория бывшей Лесколовской волости.

## Население
| 2006    | 2010    | 2011    | 2012    | 2013    | 2014  | 2015    |
| ------- | ------- | ------- | ------- | ------- | ----- | ------- |
| 7400    | ↗8794   | ↗8825   | ↗9207   | ↗9524   | ↗9849 | ↗10 001 |
| 2016    | 2017    | 2018    | 2019    | 2020    | 2021  | 2023    |
| ↗10 057 | ↗10 194 | ↗10 332 | ↗10 539 | ↗10 740 | ↘9439 | ↗9884   |
| 2024    | 2025    |         |         |         |       |         |
| ↗10 406 | ↗10 761 |         |         |         |       |         |

## Состав сельского поселения
| №  | Населённый пункт | Тип населённого пункта          | Население    |
| -- | ---------------- | ------------------------------- | ------------ |
| 1  | Аньялово         | деревня                         | ↘0 (2017)    |
| 2  | Верхние Осельки  | деревня, административный центр | ↗1918 (2017) |
| 3  | Гапсары          | деревня                         | ↘8 (2017)    |
| 4  | Кискелово        | деревня                         | ↘29 (2017)   |
| 5  | Лесколово        | деревня                         | ↘4638 (2021) |
| 6  | Лехтуси          | деревня                         | ↗31 (2017)   |
| 7  | Нижние Осельки   | деревня                         | ↘87 (2017)   |
| 8  | Осельки          | посёлок железнодорожной станции | ↘254 (2017)  |
| 9  | Осельки          | посёлок                         | ↘1701 (2017) |
| 10 | Пери             | посёлок железнодорожной станции | ↘218 (2017)  |
| 11 | Рохма            | деревня                         | ↘12 (2017)   |
| 12 | Хиттолово        | деревня                         | ↘179 (2017)  |

## Экономика
На территории муниципального образования осуществляют свою деятельность:
- ОАО «РЖД» (ПМС-29)
- ЗАО «Птицефабрика Невская»
- ООО Птицефабрика «Новая Невская»
- ООО «Петромикс»
- АОЗТ «Ласп»
- ЗАО «Ручьи»
- ОАО «ЛЖО»
- ОАО «Водотеплоснаб»
- ГТМ «Котлосервис»
- ЗАО «Дуал»
- ООО «Союз-Т»
- ООО «Виктория»